# Bystämma

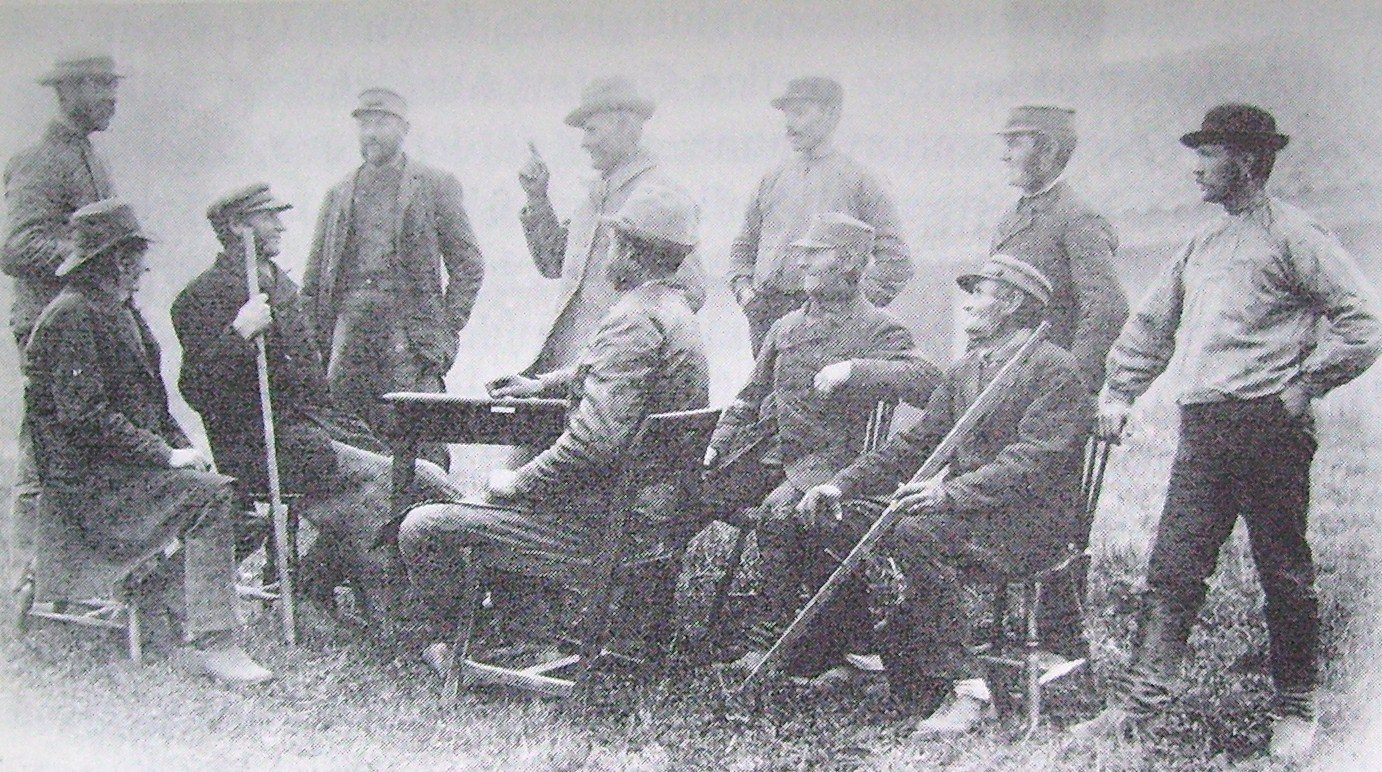
Bystämma.

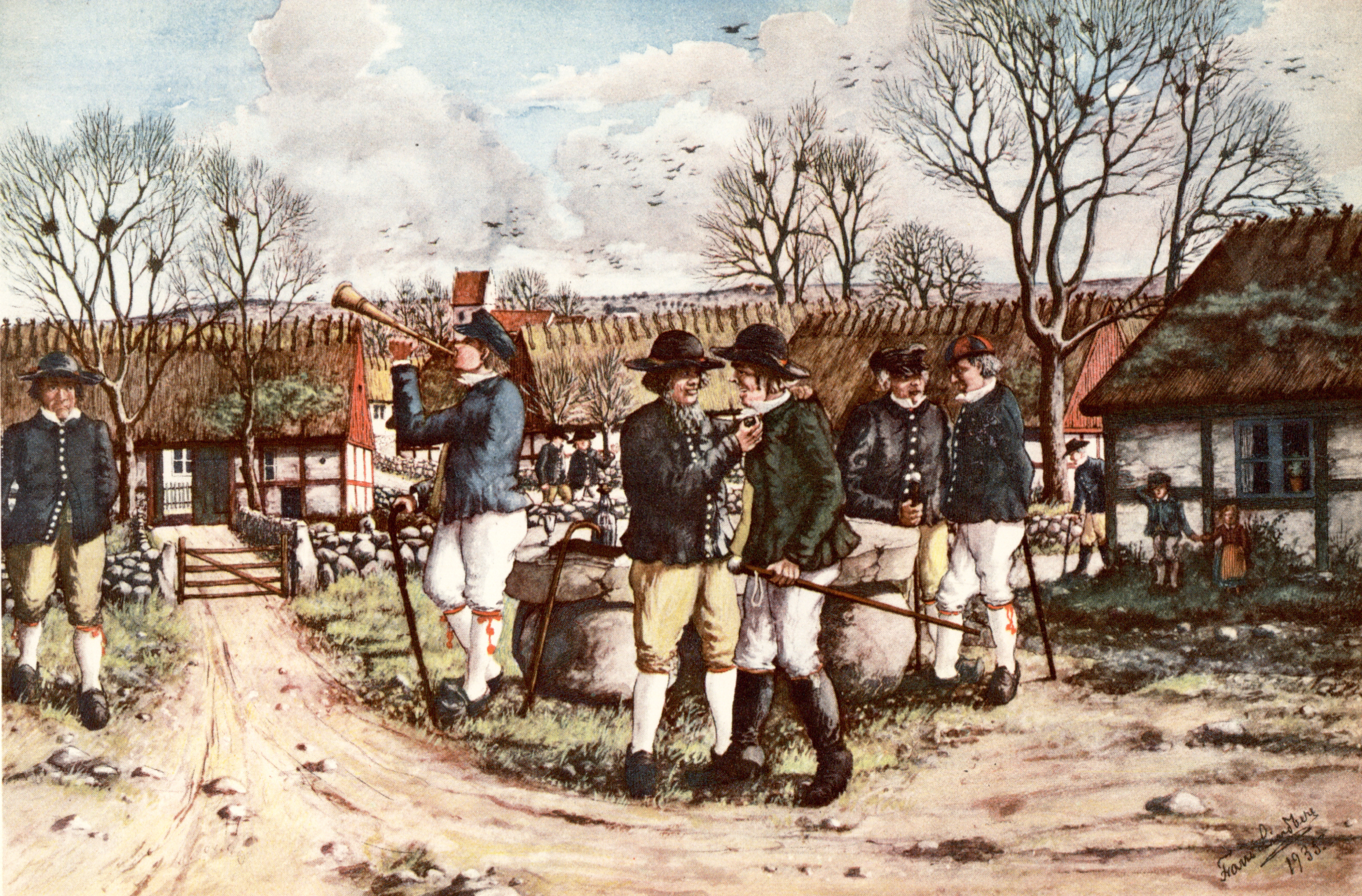
Byastämma i en sydostskånsk by före skiftet. Åldermannen blåser i hornet och från olika håll kommer byamännen till samling. Akvarell av Frans Lindberg, 1935.

En bystämma är ett möte mellan delägarna i en by.
Byns mantalsägare (markägarna, byns "delägare") utgjordes tidigare av frälse-, krono- och skattebönder. Dessa hade likartad rättslig ställning vad avsåg rösträtt på bystämman (byastämman). Stämmans ledamöter kallas byalaget (eller byarådet) och dess ordförande byålderman (byaålderman eller byfogde). I byarna bodde också ofta torpare och backstugusittare och andra som bodde på ofri grund. Dessa var inte delaktiga i beslut som gällde byns gemensamma angelägenheter och saknade rösträtt.
Systemet med byastämma och byaålderman lever kvar i många byar, exempelvis i Västerbotten. Dagens delägare i byastämman är byamännen, de som äger jord i byn (mer än en tomt) och alltså innehar en jordbruksfastighet (s.k. lantbruksenhet). Övriga saknar rösträtt.
Byåldermannen är en man eller kvinna som är vald efter duglighet eller i turordning. Årets viktigaste möte hålls vanligen runt valborgsmässoafton, och kallas majstämma.

## Historik
Bystämman styrde byn efter sedvanerätt, ofta kodifierad i en särskild nedskriven byordning, en av häradsrätten stadfäst stadga om gemensamma angelägenheter. En av Kungl. Maj:t 1742 utfärdad s.k. mönsterbyordning byggde på ännu äldre traditioner. Mönsterbyordningens tillkomst kan ses som ett uttryck för tidens ekonomiska tänkande. Under hattarnas regering blev så inställningen till jordbruk allt mer positiv och man försökte genom en rad förordningar styra och utveckla landets ekonomiska liv.
Då hade byastämman till uppgift att handlägga och föranstalta nästan allt som rörde byns gemensamma angelägenheter. En byordning innehöll främst regler om boskap och hägnad (av central betydelse före laga skifte på 1800-talet). Även nyttjandet av gemensam egendom (kvarnar, sandtag, torvtäkter, fiskevatten) reglerades i byordningarna, liksom ofta också brandskydd, fattigfrågor, förhållandet mellan besuttna och obesuttna och t.o.m. vissa moraliska frågor. Bystämman kunde ta ut böter för brott mot byordningen. Ibland skötte byn ärenden som vanligen låg inom sockenstämmans domvärjo.
Byastämman har idag kvar sin uppgift att förvalta de marker och vatten som är samfällda för byns markägare med mantal samt att ordna med fiskeauktion av fiskevatten.